# Komisař Maigret zuří
Komisař Maigret zuří (Maigret voit rouge) je francouzsko-italský hraný film z roku 1963, který natočil Gilles Grangier podle románu Georgese Simenona. Komisaře Maigreta hrál Jean Gabin.

## Děj
Na ulici nedaleko Gare du Nord je postřelen z projíždějícího automobilu neznámý muž. Incidentu byl náhodou poblíž inspektor Lognon. Ovšem než přivolá posily, zraněného muže je naložen do jiného automobilu a odvezen. Komisař Maigret zjistí, že střelci jsou američtí gangsteři. Poznávací značka auta útočníků, kterou zaznamenal inspektor, zavede vyšetřovatele do baru provozovaného Američanem sicilského původu. Zde pracuje Belgičanka Lily, která ubytovala gangstery. Lognon je jimi unesen a těžce zbit. Komisař Maigret rozjíždí pátrání nejen po nebezpečných gangsterech ze St. Louis, ale i po neznámém zraněném.

## Obsazení
| Jean Gabin         | komisař Maigret               |
| Michel Constantin  | Cicero, nájemný vrah          |
| Vittorio Sanipoli  | Pozzo, majitel baru           |
| Paul Frankeur      | komisař Bonfils               |
| Guy Decomble       | inspektor Lognon              |
| Françoise Fabian   | Lily                          |
| Paulette Dubost    | majitelka hotelu              |
| Laurence Badie     | Lucienne                      |
| Rickie Cooper      | Charlie                       |
| Marcel Bozzuffi    | inspektor Torrence            |
| Roland Armontel    | doktor Fezin                  |
| Jacques Dynam      | inspektor Lucas               |
| Harry Max          | Curtiss                       |
| Paul Carpenter     | Harry McDonald, pracovník FBI |
| Edward Meeks       | Bill Larner                   |
| Carlo Nell         | číšník v baru                 |
| Charles Bouillaud  | lékárník                      |
| Albert Michel      | recepční v hotelu             |
| Jean-Louis Le Goff | inspektor                     |
| André Dalibert     | inspektor                     |
| Roger Dutoit       | Bidoine                       |
| Louis Viret        | majitel baru                  |
| Henri Lambert      | inspektor Groussard           |
| Jacques Bertrand   | inspektor                     |
| Paul Pavel         | inspektor                     |
| Marcel Gassouk     | Riquet                        |
| Marcel Bernier     | inspektor                     |
| Georges Guéret     | inspektor                     |
| Jean Minisini      | inspektor                     |
| Raymond Pierson    | strážník na komisařství       |